# Camphin-en-Pévèle

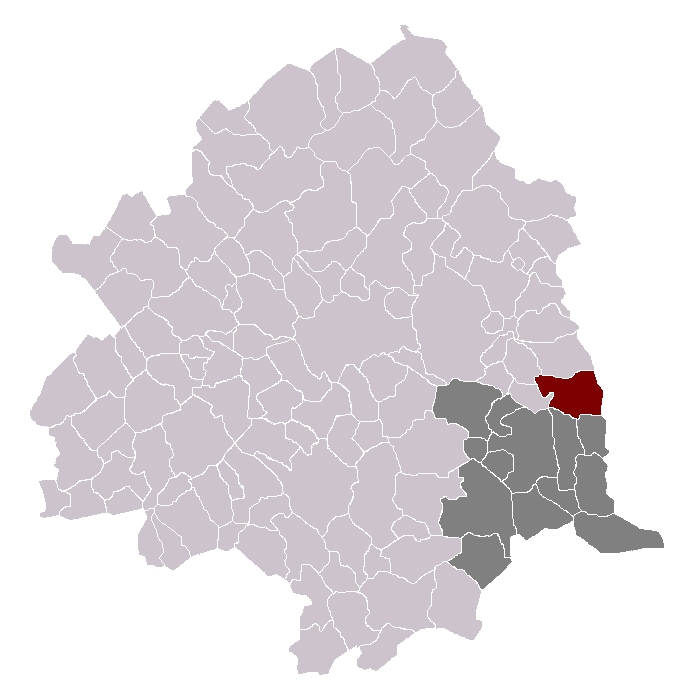
Localització de Camphin-en-Pévèle

Camphin-en-Pévèle és un municipi francès, situat a la regió dels Alts de França, al departament del Nord. L'any 2006 tenia 1.620 habitants. Limita al nord amb Baisieux, a l'est amb Tournai, al sud amb Wannehain, al sud-oest amb Cysoing i Bourghelles, i a l'oest amb Gruson.

## Demografia
| 1962                                       | 1968  | 1975  | 1982  | 1990  | 1999  | 2006  |
| ------------------------------------------ | ----- | ----- | ----- | ----- | ----- | ----- |
| 1.038                                      | 1.076 | 1.123 | 1.212 | 1.341 | 1.520 | 1.620 |
| Des de 1962: població sense dobles comptes |       |       |       |       |       |       |

## Administració
| Període   | Identitat        | Partit |
| --------- | ---------------- | ------ |
| 1981-2001 | André Hoyaux     |        |
| 2001-     | Michel Dufermont |        |